# Walter Booker
Walter Booker (Prairie View, 17 december 1933 - New York, 24 november 2006) was een Amerikaanse jazzcontrabassist.

## Biografie
Walter Booker verhuisde midden jaren 1940 met zijn familie naar Washington D.C. Op het college speelde hij klarinet en altsaxofoon in een band. In 1959 tijdens zijn militaire dienst begon hij met de contrabas in dezelfde eenheid, waar ook Elvis Presley diende. Na beëindiging van zijn diensttijd speelde hij begin jaren 1960 met Andrew White in Washington en het JFK Quintet.
In 1964 ging Booker naar New York, waar hij ging werken in de band van Donald Byrd. Daarna speelde hij met Ray Bryant, Betty Carter, Chick Corea, Stan Getz, Art Farmer, Milt Jackson, Thelonious Monk, Harold Vick en Sonny Rollins, voordat hij in 1969 lid werd van het Cannonball Adderley Quintet, een verband dat zou duren tot het overlijden van Adderley in 1975.
Daarna toerde hij met het trio van Shirley Horn door de Verenigde Staten aan de zijde van Billy Hart. Tijdens deze periode bouwde Booker de Boogie Woogie Studio in New York op, een mekka voor muzikanten wereldwijd. Van 1975 tot 1981 was hij begeleidingsmuzikant voor Sarah Vaughan. Tijdens de jaren 1980 speelde hij met Nat Adderley, Nick Brignola, Arnett Cobb, Richie Cole, John Hicks, Billy Higgins, Clifford Jordan, Pharoah Sanders, Joe Thomas en Phil Woods.
Booker was getrouwd met de pianiste Bertha Hope en lid van haar trio, waarin ook Jimmy Cobb meespeelde. Bijkomstig tot zijn eigen kwintet formeerde hij de band Elmollenium met Bertha Hope, die de zorg van het werk van Elmo Hope, Bertha's voormalige echtgenoot was toegewijd.

## Overlijden
Walter Booker overleed in 2006 op 72-jarige leeftijd in Manhattan.

## Discografie
- Cannonball Adderley: Country Preacher (Capitol Records, 1969), Inside Straight (Fantasy Records, 1973), Phenix (Fantasy Records, 1975)
- Nat Adderley: We Remember Cannon (In & Out Records, 1989), On The Move (Theresa Records, 1983), Blue Autumn (Evidence Records, 1982), Mercy, Mercy, Mercy (Evidence Records, 1997)
- 1967: Donald Byrd: Blackjack (Blue Note Records)
- 1968: Archie Shepp: The Way Ahead (Impulse! Records)
- 1969: Lee Morgan: The Procrastinator (Blue Note Records)
- 1969: Wayner Shorter: Super Nova (Blue Note Records)
- 1984: Clifford Jordan: Repetition (Soul Note)
- 1990: Kenny Barron, John Hicks Quartet: Rhythm-A-Ning (Candid Records)
- 1994: John Hicks: Inc. 1 (DIW Records)
- 1995: Roy Hargrove: Family (Verve Records)

- Biblioteca Nacional de España: XX6537574
- Bibliothèque nationale de France: cb13936954m (data)
- Gemeinsame Normdatei: 134575512
- International Standard Name Identifier: 0000 0000 5513 6694
- Library of Congress Control Number: nr90010341
- MusicBrainz: be4aa259-267e-4274-b398-9e42f1541966
- Nationale Bibliotheek van Israël: 987007345609705171
- Istituto Centrale per il Catalogo Unico: LO1V393784
- Système universitaire de documentation: 086230263
- Virtual International Authority File: 22331690
- WorldCat: E39PBJqBrPDVrDFCCkCqd74yVC